# Старобедеєво
Ста́робеде́єво (рос. Старобедеево, башк. Иҫке Бәҙәй) — присілок у складі Нурімановського району Башкортостану, Росія. Адміністративний центр Старобедеєвської сільської ради.
Населення — 493 особи (2010; 479 у 2002).
Національний склад:
- марійці — 94 %